# Synaptocochlea picta
Synaptocochlea picta är en snäckart som först beskrevs av d'Orbigny 1842.  Synaptocochlea picta ingår i släktet Synaptocochlea och familjen pärlemorsnäckor. Inga underarter finns listade i Catalogue of Life.